# Microtylostylifer aruensis
Microtylostylifer aruensis är en svampdjursart som först beskrevs av Jörn Hentschel 1912.  Microtylostylifer aruensis ingår i släktet Microtylostylifer och familjen Desmacellidae. Inga underarter finns listade i Catalogue of Life.